# Rolling Fields
Rolling Fields – miasto w Stanach Zjednoczonych, w stanie Kentucky, w hrabstwie Jefferson.